# Памятник Г. К. Орджоникидзе (Екатеринбург)
Па́мятник Г. К. Орджоники́дзе — монумент советскому политику и государственному деятелю Серго Орджоникидзе в Екатеринбурге авторства скульптора Г. В. Нероды и архитектора А. А. Бойко. Открыт 24 июля 1955 года на площади 1-й Пятилетки перед центральной проходной Уралмашзавода. Является памятником архитектуры местного значения.

## История
Серго Орджоникидзе возглавлял Наркомат тяжёлой промышленности СССР с 1932 года. Под его руководством проходила реконструкция народного хозяйства СССР, строились крупные предприятия, в том числе Уральский завод тяжелого машиностроения. Орджоникидзе несколько раз посещал Свердловск, контролируя строительство завода, носившего его имя с момента запуска в 1933 году.
Памятник был установлен в Свердловске в центре площади Первой Пятилетки перед главным входом на Уралмашзавод. Открытие состоялось 24 июля 1955 года и было приурочено к 22-летию Уралмашзавода. За три года до этого памятник наркому был установлен в Кисловодске, а свердловский памятник был отлит повторно.
В 1998 году монумент был исключён из перечня памятников истории и культуры федерального значения и переведён в категорию памятников архитектуры местного значения.

## Описание
Бронзовая фигура наркома, отлитая на Мытищинском заводе художественного литья, высотой 4,3 м установлена на постаменте высотой 9 м, облицованном блоками из полированного красного гранита. При этом наблюдается диспропорция в размерах постамента и скульптуры. Орджоникидзе изображён в виде обращающегося к народу деятеля, жестикулирующего правой рукой. На лицевой стороне монумента расположена бронзовая доска с рельефной надписью: «Серго Орджоникидзе. 1886—1937» и выдержкой из его речи на встрече с заводским активом: «Ваш завод занимает особое место и особое положение в нашей стране». На цоколе постамента расположена чугунная доска с эмблемами орденов Ленина, Красного Знамени и Трудового Красного Знамени, которыми к 1955 году был награждён завод. Макет памятника согласовывался с вдовой наркома. Авторы памятника: скульптор Г. В. Нерода и архитектор А. А. Бойко.
Между памятником и центральной проходной завода разбит сквер с фонтаном.